# Attentatet i Ansbach 2016
Attentatet i Ansbach 2016 utfördes då Mohammed Daleels löste ut sin hemmagjorda sprängladdning vid en festival i den bayerska staden Ansbach i Tyskland, vilket dödade Daleel och sårade 15 personer. Daleel skulle utvisas till Bulgarien eftersom hans asylutredning i Tyskland med hjälp av fingeravtryck visade att han redan sökt asyl och fått skydd i Bulgarien. Polisens utredare fann videoklipp i gärningsmannens telefon där han tillkännagav sin lojalitet med den Islamiska Statens ledare, Abu Bakr al-Baghdadi.